# Daïra de Mih Ouansa
La daïra de Mih Ouansa est une daïra d'Algérie située dans la wilaya d'El Oued et dont le chef-lieu est la ville éponyme de Mih Ouansa.

## Localisation
La daïra est située à l'ouest de la wilaya d'El Oued.

## Communes de la daïra
La daïra est composée de deux communes : Mih Ouansa et Oued El Alenda.